# Lophomyrmex taivanae
Lophomyrmex taivanae är en myrart som beskrevs av Auguste-Henri Forel 1912. Lophomyrmex taivanae ingår i släktet Lophomyrmex och familjen myror. Inga underarter finns listade i Catalogue of Life.